# Listă de localități din raionul Criuleni
Această listă conține satele și orașele din raionul Criuleni, Republica Moldova.
| Denumire          | oraș / centru de comună / sat |
| ----------------- | ----------------------------- |
| Bălăbănești       | centru de comună              |
| Bălășești         | sat în comuna Răculești       |
| Bălțata           | centru de comună              |
| Bălțata de Sus    | sat în comuna Bălțata         |
| Boșcana           | centru de comună              |
| Chetroasa         | sat în comuna Hrușova         |
| Cimișeni          | sat (comună)                  |
| Ciopleni          | sat în comuna Hrușova         |
| Corjova           | sat (comună)                  |
| Coșernița         | sat (comună)                  |
| Criuleni          | oraș, reședință de raion      |
| Cruglic           | sat (comună)                  |
| Dolinnoe          | centru de comună              |
| Drăsliceni        | centru de comună              |
| Dubăsarii Vechi   | sat (comună)                  |
| Hîrtopul Mare     | centru de comună              |
| Hîrtopul Mic      | sat în comuna Hîrtopul Mare   |
| Hrușova           | centru de comună              |
| Ișnovăț           | sat (comună)                  |
| Izbiște           | sat (comună)                  |
| Jevreni           | sat (comună)                  |
| Logănești         | sat în comuna Drăsliceni      |
| Mașcăuți          | sat (comună)                  |
| Mărdăreuca        | sat în comuna Boșcana         |
| Măgdăcești        | sat (comună)                  |
| Mălăiești         | sat în comuna Bălăbănești     |
| Mălăieștii Noi    | sat în comuna Bălăbănești     |
| Miclești          | centru de comună              |
| Ohrincea          | sat în Criuleni               |
| Onițcani          | sat (comună)                  |
| Pașcani           | centru de comună              |
| Porumbeni         | sat în comuna Pașcani         |
| Ratuș             | sat în comuna Drăsliceni      |
| Răculești         | centru de comună              |
| Rîșcova           | sat (comună)                  |
| Sagaidac          | sat în comuna Bălțata         |
| Sagaidacul de Sus | sat în comuna Bălțata         |
| Slobozia-Dușca    | sat (comună)                  |
| Stețcani          | sat în comuna Miclești        |
| Valea Coloniței   | sat în comuna Dolinnoe        |
| Valea Satului     | sat în comuna Dolinnoe        |
| Zăicana           | sat (comună)                  |
| Zolonceni         | sat în Criuleni               |